# Лёком
Лёком — река в Вохомском районе Костромской области России. Устье реки находится в 674 км по правому берегу реки Ветлуги. Длина реки составляет 43 км, площадь водосборного бассейна — 362 км².

## Данные водного реестра
По данным государственного водного реестра России относится к Верхневолжскому бассейновому округу, водохозяйственный участок реки — Ветлуга от истока до города Ветлуга, речной подбассейн реки — Волга от впадения Оки до Куйбышевского водохранилища (без бассейна Суры). Речной бассейн реки — (Верхняя) Волга до Куйбышевского водохранилища (без бассейна Оки).
Код объекта в государственном водном реестре — 08010400112110000041400.

### Притоки (км от устья)
- 18 км: река Конница (лв)
- 31 км: река Шестовка (пр)